# Marcel De Grève
Marcel De Grève (* 10. Februar 1922 in Aalst; † 31. Januar 2002 in La Hulpe) war ein belgischer Romanist, Fremdsprachendidaktiker sowie Literaturhistoriker insbesondere für das französische 16. Jahrhundert.

## Leben und Werk
De Grève hatte einen flämischen Vater und eine französische Mutter. Er war dekorierter Kriegsteilnehmer. Er lehrte von 1947 bis 1954 an der Ecole Royale des Cadets in  Laeken/Laken, von 1954 bis 1968 an der Königlichen Militärakademie (Brüssel) (von 1962 bis 1964  Dekan), von 1966 bis 1985 als Chargé de Cours an der Universität Brüssel und von 1969 bis 1986 als Professor für Französische Literatur und Französisch als Fremdsprache an der Universität Gent (von 1976 bis 1978 Dekan). Von 1957 bis 1987 war er Mitherausgeber der Revue belge de philologie et d’histoire. De Grève war Generalsekretär, dann Präsident der Association Internationale pour la Recherche et la Diffusion des Méthodes Audio-Visuelles et Structuro-Globales (AIMAV).

## Werke
- (Hrsg.) Plusieurs ditz de la maniere d'aucunes femmes (von Jean Molinet, 1435–1507), Brüssel 1961
- L'interprétation de Rabelais au XVIe siècle, Genf 1961, 1997
- (mit Frans van Passel) Linguistique et enseignement des langues étrangères, Paris/Brüssel 1968, 1970 (niederländisch: Taalkunde en onderwijs in levende talen, Brüssel 1968; deutsch: Linguistik und Fremdsprachenunterricht, München 1971; spanisch: Lingüística y enseñanza de lenguas extranjeras, Madrid 1971; portugiesisch: Linguística e ensino de línguas estrangeiras, São Paulo 1975; italienisch: La Linguistica e l'insegnemento delle lingue straniere, Rom 1982)
- L’utilisation des moyens techniques audio-visuels dans l’enseignement des langues. Problèmes de méthode, Paris 1975
- (Hrsg. mit E. Rosseel) Problèmes linguistiques des enfants de travailleurs migrants. 10e Colloque de l'AIMAV en collaboration avec la Commission des Communautés européennes, Brüssel 1977
- Enquête sur l’enseignement des langues aux adultes en Europe, Gent 1978
- (Hrsg. mit Jean Dufournet und Herman Braet) Robert Guiette, Forme et senefiance. Etudes médiévales, Genf 1978
- (Hrsg.) Le Théâtre, in: Lettres françaises de Belgique. Dictionnaire des œuvres, hrsg. von Robert Frickx et Raymond Trousson, Bd. 3, Paris 1989
- La réception de Rabelais en Europe du XVIe au XVIIIe siècle, hrsg. von Claude De Grève et Jean Céard, Paris 2009